# Oskoron crawfordi
Espèce
Oskoron crawfordi est une espèce d'opilions dyspnois de la famille des Taracidae.

## Distribution
Cette espèce est endémique des États-Unis. Elle se rencontre au Washington dans les comtés de Snohomish, de King, de Pierce, de Thurston, de Lewis, de Skamania et de Klickitat et en Oregon dans le comté de Hood River.

## Description
Le mâle holotype mesure 3,00 mm et la femelle paratype 4,75 mm.

## Systématique et taxinomie
Cette espèce a été décrite par Shear en 2016.

## Étymologie
Cette espèce est nommée en l'honneur de Rod Crawford.

## Publication originale
- Shear & Warfel, 2016 : « The harvestman genus Taracus Simon 1879, and the new genus Oskoron (Opiliones: Ischyropsalidoidea: Taracidae). » Zootaxa, no 4180, p. 1–71.